# 인프라맨
인프라맨(Infra-Man)은 1975 감독의 홍콩 특수 효과 슈퍼 히어로 영화이다. 제목의 슈퍼 히어로는 무술 요소가 혼합 된 울트라맨 및 가면 라이더 와 분명히 유사하다.

## 줄거리
1976년을 배경으로 드래곤맘 공주라는 악당이 인프라맨과 싸운다.

## 출연
- 대니 리 - 레이마/인프라맨
- 브루스 르 - 리우 상사
- 테리 리우 - 프린세스 드래곤맘
- 왕시에 - 리우 교수
- 다나 슘 - 그녀는 악마
- 위안만자 - 리우 메이 메이
- 영 치엥 - 주 치 광
- 린 웨이 웨이 - 추 밍
- 패니 렁 - 린 린
- 루 성 - 샤오 후
- 모리 카즈나리 - 거미 몬스터
- 카와이 토오루 - 드릴 몬스터